# 馬里航空 (2005年)
馬里航空（英文：Air Mali），前稱Compagnie Aerienne du Mali（縮寫CAM），是一間總站於馬里巴馬科的航空公司 。由阿加汗經濟基金(AKFED)的屬下IPS、西非和馬里政府於2005年4月組成。首班航班是在2005年6月7日啟航，路線由巴馬科往莫普提往加奧往巴馬科，使用Dash 8來執行此航班。起初的目的地是針對建立國內航線。
航空公司於2009年5月15日改名為馬里航空。

## 機隊
馬里航空的機隊如下（2010年4月29日生效）：

## 外部連結
- 官方網站
- 馬里航空機隊 Archive.today的存檔，存档日期2013-01-01